# Куспий Руфин
Луций (или Гай) Куспий Руфин (на латински: Lucius (Gaius) Cuspius Rufinus) е политик и сенатор на Римската империя през края на 2 век.

## Биография
Произлиза от италикийската фамилия Куспии от Пергамон в Лидия и е внук на Луций Куспий Пактумей Руфин (консул 142 г.) и правнук на Луций Куспий Камерин (суфектконсул 126 г.). Роднина е на Тит Пактумей Магн (суфектконсул 183 г.).
През 197 г. Руфин е консул заедно с Тит Секстий Магий Латеран.